# ISU-Grand-Prix-Serie 2015/16
Die ISU-Grand-Prix-Serie 2015/16 war eine Serie von Eiskunstlaufwettbewerben, die vom 23. Oktober bis zum 13. Dezember 2015 von der Internationalen Eislaufunion veranstaltet wurden. Entscheidungen fanden in den Eiskunstlauf-Disziplinen Einzellauf der Herren, Einzellauf der Damen, Paarlauf und Eistanz statt.
Die Teilnehmer errangen gemäß ihren Platzierungen bei den Wettbewerben Punkte. Die sechs punktbesten Teilnehmer jeder Disziplin qualifizierten sich für das Grand-Prix-Finale, welches wie bereits im Vorjahr in Barcelona stattfand.

## Termine
| Veranstaltung        | Austragungsort | Datum                       |
| -------------------- | -------------- | --------------------------- |
| Skate America        | Milwaukee      | 23. bis 25. Oktober         |
| Skate Canada         | Lethbridge     | 30. Oktober bis 1. November |
| Cup of China         | Peking         | 6. bis 8. November          |
| Trophée Eric Bompard | Bordeaux       | 13. bis 15. November        |
| Rostelecom Cup       | Moskau         | 20. bis 22. November        |
| NHK Trophy           | Nagano         | 27. bis 29. November        |
| Grand-Prix-Finale    | Barcelona      | 10. bis 13. Dezember        |

## Ergebnisse
| Veranstaltung | Disziplin | Gold                       | Silber                                | Bronze                             |
| ------------- | --------- | -------------------------- | ------------------------------------- | ---------------------------------- |
| Skate America | Herren    | Max Aaron                  | Shōma Uno                             | Jason Brown                        |
| Skate America | Damen     | Jewgenija Medwedewa        | Gracie Gold                           | Satoko Miyahara                    |
| Skate America | Paare     | Sui Wenjing / Han Cong     | Alexa Scimeca / Chris Knierim         | Julianne Séguin / Charlie Bilodeau |
| Skate America | Eistanzen | Madison Chock / Evan Bates | Wiktorija Sinizina / Nikita Kazalapow | Piper Gilles / Paul Poirier        |

| Veranstaltung | Disziplin | Gold                          | Silber                                 | Bronze                                  |
| ------------- | --------- | ----------------------------- | -------------------------------------- | --------------------------------------- |
| Skate Canada  | Herren    | Patrick Chan                  | Yuzuru Hanyū                           | Daisuke Murakami                        |
| Skate Canada  | Damen     | Ashley Wagner                 | Jelisaweta Tuktamyschewa               | Yuka Nagai                              |
| Skate Canada  | Paare     | Meagan Duhamel / Eric Radford | Jewgenija Tarassowa / Wladimir Morosow | Kirsten Moore-Towers / Michael Marinaro |
| Skate Canada  | Eistanzen | Kaitlyn Weaver / Andrew Poje  | Maia Shibutani / Alex Shibutani        | Jekaterina Bobrowa / Dmitri Solowjow    |

| Veranstaltung | Disziplin | Gold                              | Silber                     | Bronze                                |
| ------------- | --------- | --------------------------------- | -------------------------- | ------------------------------------- |
| Cup of China  | Herren    | Javier Fernández                  | Jin Boyang                 | Yan Han                               |
| Cup of China  | Damen     | Mao Asada                         | Rika Hongo                 | Jelena Radionowa                      |
| Cup of China  | Paare     | Juko Kawaguti / Alexander Smirnow | Sui Wenjing / Han Cong     | Yu Xiaoyu / Jin Yang                  |
| Cup of China  | Eistanzen | Anna Cappellini / Luca Lanotte    | Madison Chock / Evan Bates | Jelena Iljinych / Ruslan Schiganschin |

| Veranstaltung        | Disziplin | Gold                                 | Silber                        | Bronze                             |
| -------------------- | --------- | ------------------------------------ | ----------------------------- | ---------------------------------- |
| Trophée Eric Bompard | Herren    | Shōma Uno                            | Maxim Kowtun                  | Daisuke Murakami                   |
| Trophée Eric Bompard | Damen     | Gracie Gold                          | Julija Lipnizkaja             | Roberta Rodeghiero                 |
| Trophée Eric Bompard | Paare     | Tatjana Wolossoschar / Maxim Trankow | Vanessa James / Morgan Ciprès | Julianne Séguin / Charlie Bilodeau |
| Trophée Eric Bompard | Eistanzen | Madison Hubbell / Zachary Donohue    | Piper Gilles / Paul Poirier   | Alexandra Stepanowa / Iwan Bukin   |

| Veranstaltung  | Disziplin | Gold                            | Silber                            | Bronze                                |
| -------------- | --------- | ------------------------------- | --------------------------------- | ------------------------------------- |
| Rostelecom Cup | Herren    | Javier Fernández                | Adjan Pitkejew                    | Ross Miner                            |
| Rostelecom Cup | Damen     | Jelena Radionowa                | Jewgenija Medwedewa               | Adelina Sotnikowa                     |
| Rostelecom Cup | Paare     | Xenija Stolbowa / Fjodor Klimow | Juko Kawaguti / Alexander Smirnow | Peng Cheng / Zhang Hao                |
| Rostelecom Cup | Eistanzen | Kaitlyn Weaver / Andrew Poje    | Anna Cappellini / Luca Lanotte    | Wiktorija Sinizina / Nikita Kazalapow |

| Veranstaltung | Disziplin | Gold                            | Silber                               | Bronze                            |
| ------------- | --------- | ------------------------------- | ------------------------------------ | --------------------------------- |
| NHK Trophy    | Herren    | Yuzuru Hanyū                    | Jin Boyang                           | Takahito Mura                     |
| NHK Trophy    | Damen     | Satoko Miyahara                 | Courtney Hicks                       | Mao Asada                         |
| NHK Trophy    | Paare     | Meagan Duhamel / Eric Radford   | Yu Xiaoyu / Jin Yang                 | Alexa Scimeca / Chris Knierim     |
| NHK Trophy    | Eistanzen | Maia Shibutani / Alex Shibutani | Jekaterina Bobrowa / Dmitri Solowjow | Madison Hubbell / Zachary Donohue |

| Veranstaltung     | Disziplin | Gold                            | Silber                        | Bronze                            |
| ----------------- | --------- | ------------------------------- | ----------------------------- | --------------------------------- |
| Grand-Prix-Finale | Herren    | Yuzuru Hanyū                    | Javier Fernández              | Shōma Uno                         |
| Grand-Prix-Finale | Damen     | Jewgenija Medwedewa             | Satoko Miyahara               | Jelena Radionowa                  |
| Grand-Prix-Finale | Paare     | Xenija Stolbowa / Fjodor Klimow | Meagan Duhamel / Eric Radford | Juko Kawaguti / Alexander Smirnow |
| Grand-Prix-Finale | Eistanzen | Kaitlyn Weaver / Andrew Poje    | Madison Chock / Evan Bates    | Anna Cappellini / Luca Lanotte    |